# Affinität (Textilindustrie)
Unter Affinität (Substantivität) versteht man das Ausmaß und die Form, in der ein Farbstoff von einem Textilrohstoff aufgenommen wird. In der Färberei ist damit das Aufziehvermögen auf das Substrat gemeint. Die Affinität ist nicht exakt thermodynamisch definiert.
Wird die Möglichkeit des Faserstoffes zur Aufnahme von Farbstoff überschritten, lagert sich der Farbstoff physikalisch als Körper auf der Faseroberfläche ab. Er wird also von der Faser nicht mehr aufgenommen. Die Affinitätsgrenze ist überschritten. Beim Waschen eines der Art gefärbten Textilguts führt das zum Ausbluten, d. h. zum Verlust von Farbe auf Textilien und deren Übertragung ins Waschwasser, weil der nur abgelagerte Farbstoff abgelöst wird.
In der Färberei bedeutet eine hohe Affinität, dass sich mehr Farbstoff auf dem Färbegut als in der Flotte befindet. Eine hochaffine Färbung besitzt damit oft eine bessere Nassechtheit.